# Bataille de Liberty Place
La bataille de Liberty Place, ou bataille de Canal Street, était une tentative d'insurrection et de coup d'État par la White League de la Nouvelle-Orléans contre le gouvernement d'État républicain louisianais de l'ère de la reconstruction qui eut lieu le 14 septembre 1874, à la Nouvelle-Orléans, aux États-Unis, qui était alors la capitale de la Louisiane.
Cinq mille membres de la White League, une organisation terroriste paramilitaire composée en grande partie d'anciens combattants confédérés, se bâtèrent contre la police métropolitaine de la Nouvelle-Orléans et la milice d'État, en infériorité numérique. Les insurgés ont tenu la maison d’État, l'armurerie et le centre-ville pendant trois jours, se retirant avant l'arrivée des troupes fédérales qui rétablirent le gouvernement élu. Aucun insurgé n'a été inculpé dans l'action. Ce fut le dernier événement majeur de violence résultant de l'élection contestée du gouverneur de 1872, de laquelle le démocrate John McEnery et le républicain William Pitt Kellogg revendiquèrent la victoire.

## Contexte
La "bataille de Liberty Place" était le nom donné à l'insurrection par ses partisans démocrates, et se place dans le cadre de leur histoire de lutte pour renverser les républicains et le gouvernement de la Reconstruction après la guerre de Sécession. Bien que ce gouvernement ait apporté une plus grande égalité et des opportunités aux Noirs, les suprémacistes blancs y ont vu une tyrannie. Lors de l'élection de 1872, John McEnery, un démocrate, était soutenu par une coalition de démocrates et de républicains anti-Grant, dont le gouverneur républicain, Henry C. Warmoth. Les opposants de Warmoth au sein du Parti républicain sont restés fidèles au président Grant et ont soutenu le candidat du Parti républicain, William Pitt Kellogg.
Le gouverneur Warmoth avait nommé le State Returning Board, qui administrait les élections; il a déclaré McEnery vainqueur. Un conseil d'administration rival a approuvé Kellogg, qui avait accusé de fraude électorale en raison de la violence et de l'intimidation qui ont eu lieu aux urnes et à proximité, alors que les démocrates tentaient de supprimer le vote des Noirs. La législature a destitué Warmoth de ses fonctions et l'a démis de ses fonctions pour avoir «volé» l'élection. Le lieutenant-gouverneur PBS Pinchback est devenu gouverneur pendant les 35 derniers jours du mandat de Warmoth. McEnery et Kellogg ont tous deux organisé des soirées inaugurales et des listes certifiées d'administrateurs locaux nommés. Le gouvernement fédéral a finalement certifié Kellogg comme gouverneur de l'État. De même, le républicain CC Antoine a été certifié lieutenant-gouverneur du démocrate Davidson Bradfute Penn.
Lors d'un incident violent antérieur lié à l'élection contestée, le massacre de Colfax s'est produit au palais de justice de Grant Parish en avril 1873, lorsqu'une milice blanche a attaqué des affranchis défendant des fonctionnaires républicains nommés. Cette action était également liée aux tensions politiques entre blancs et noirs. A Colfax, trois blancs et un total de 150 noirs ont été tués, au moins 50 de ces derniers après avoir été faits prisonniers.

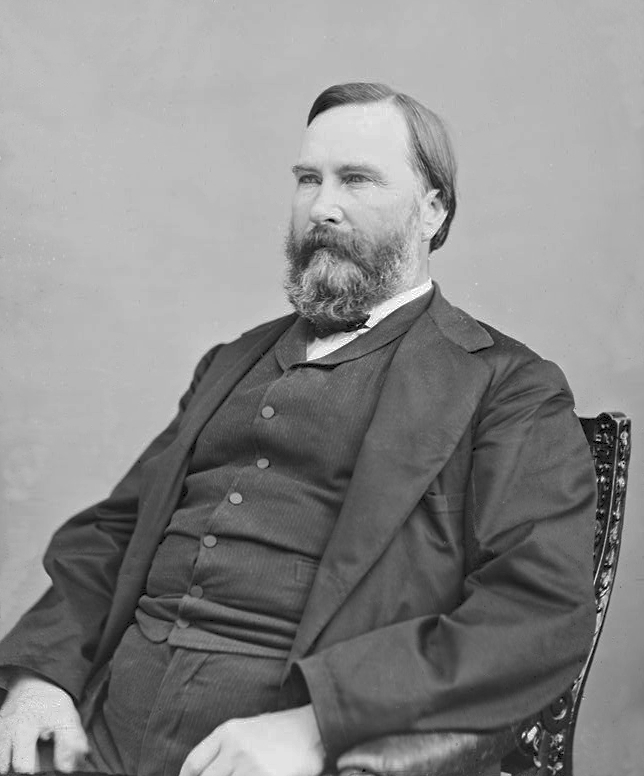
James Longstreet après la guerre civile.

En 1874, McEnery et ses alliés formèrent une législature « croupion » à la Nouvelle-Orléans, alors siège du gouvernement de l'État. La White League paramilitaire est entrée dans la ville avec une force de 5 000 hommes pour asseoir McEnery; ils se sont battus contre 3 500 policiers et milices d'État pour prendre le contrôle. La White League a vaincu la milice d'État, faisant environ 100 victimes. Les insurgés ont occupé la maison d'État et l'armurerie pendant trois jours et ont chassé le gouverneur Kellogg. Lorsque l'ancien général confédéré James Longstreet tenta d'arrêter les combats, il fut tiré de son cheval, pris une balle perdue et fait prisonnier par la White League. Kellogg appela pour obtenir des troupes fédérales et, dans les trois jours, le président Ulysses S. Grant envoya des troupes fédérales sur place. Les insurgés de la White League se retirèrent de la Nouvelle-Orléans avant l'arrivée des troupes fédérales et personne ne fut poursuivi.

## La bataille
En réponse à un appel à un rassemblement de masse pour protester contre la saisie d'armes de particuliers, des hommes se rassemblèrent sur Canal Street vers 10h00 lundi matin et un comité composé de Robert H. Marr (président), Jules Tuyes, Samuel Choppin, James B. Woods et JM Seixas appelèrent le gouverneur pour rencontrer BG Henry Dibble au bureau exécutif à midi. Le gouverneur refusa de venir et considéra le comité comme représentant des masses désormais armées comme une menace. Marr déclara que les masses n'étaient pas armées, mais Dibble a rétorqua que si ceux de Canal Street pouvaient être non armés, au-delà, il y avait des corps armés rassemblés dans le même but.

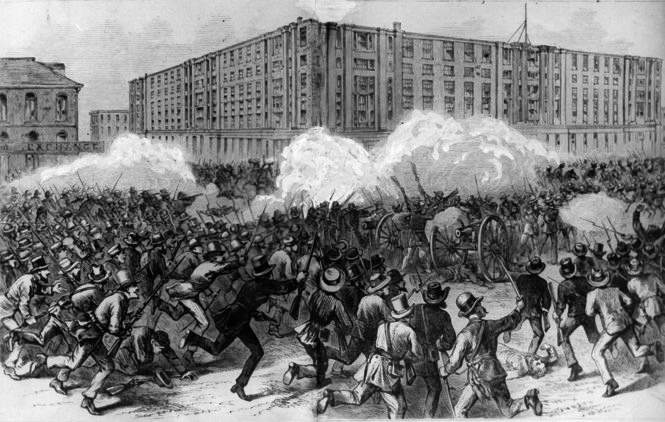
"Bataille à la douane" (Battle at the Customs House) une gravure dans le journal illustré de Frank Leslie, 1874.

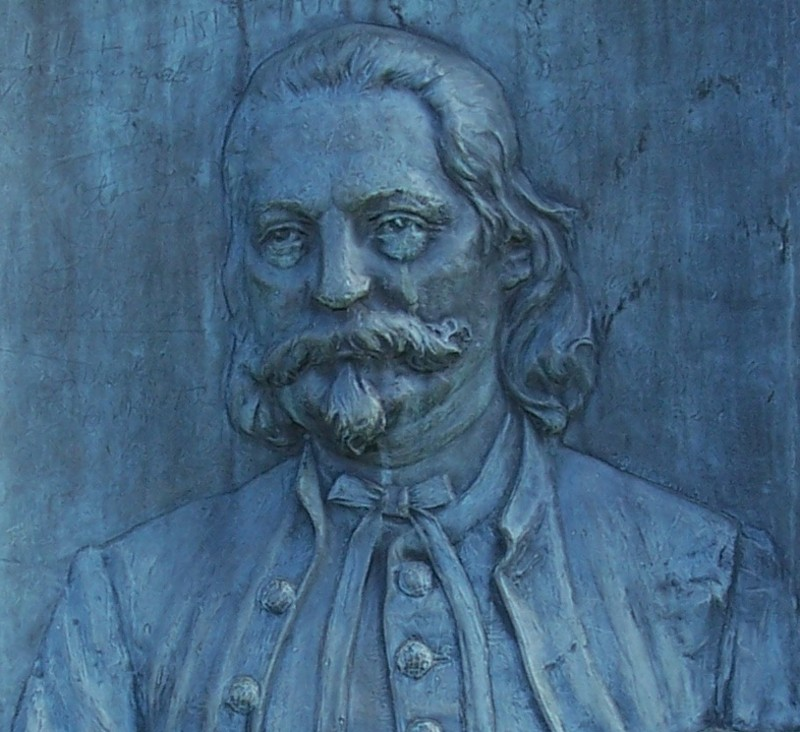
Frederick Nash Ogden.

Vers 4 heures de l'après-midi, le lieutenant-gouverneur autoproclamé DB Penn fit une proclamation appelant la milice d'État à se rassembler "dans le but de chasser les usurpateurs du pouvoir". Frederick Nash Ogden fut nommé général provisoire de la "milice d'Etat de la Louisiane" (Louisiana State Militia) (représentant ici la Ligue blanche) par Penn et une déclaration fut faite aux Noirs de Louisiane que leurs droits et leurs biens ne devaient pas être lésés. Déjà à 15 heures, des hommes armés étaient postés à l'intersection de toutes les rues du côté sud de Canal Street, de la rivière à Clayborne Street. À 16 heures, un corps de la police métropolitaine avec cavalerie et artillerie, commandé par Longstreet, arriva à Canal Street et ordonna aux citoyens armés de se disperser. Une fois que les tirs commencèrent, cependant, la police fit irruption et la White League captura une pièce d'artillerie. La White League captura ensuite l'hôtel de ville et le télégraphe d'alarme incendie et construisit une barricade le long de Poydras Street et de cette rue au canal. Une compagnie de troupes fédérales protégeait la douane mais n'était pas impliquée dans le conflit initial, tandis que la White League tenait la partie de la ville au-dessus du canal et se massait autour de Jackson Square et de l'hôtel St. Louis. La plupart des barricades ont été faites avec des wagons de chemin de fer.
Parmi les policiers tués figuraient le sergent James McManus, le sergent JK Champaign, le caporal JF Clermont, les agents J. Hill, E Simmonds, J. Schields et H. Ballard. Parmi les ligueurs blancs tués figuraient EA Toledano, Frederick Moreman, Dick Lindsey, le capitaine JM West, le major JK Gourdain et le journaliste JM Cleet. Parmi les blessés figurait Algernon Sidney Badger, surintendant de la police métropolitaine de la Nouvelle-Orléans ; né à Boston et vétéran de l'armée de l'Union, il vivait et travaillait à la Nouvelle-Orléans depuis la fin de la guerre. La jambe de Badger a été écrasée lorsque son cheval a été tué sous lui et a dû se faire amputer,. Beaucoup d'autres ont été blessés, dont le douanier et futur militant-historien Rodolphe Lucien Desdunes.

## Le siège

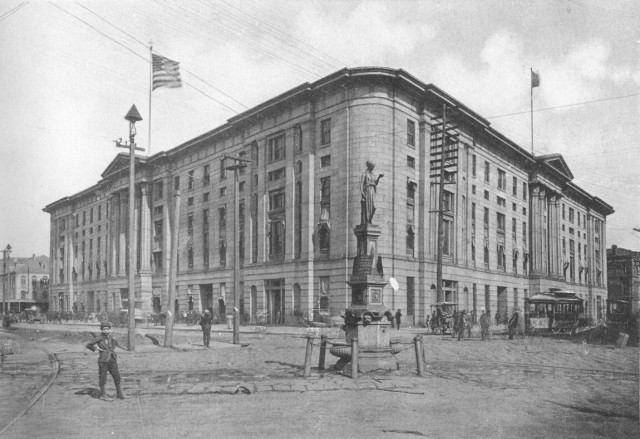
Douane (Custom House) en 1892.

Kellogg, Longstreet et d'autres se sont réfugiés au Custom House les 14 et 15. Le 17, les forces fédérales arrivaient et la situation s'était inversée. Le général William H. Emory rencontra les chefs de l'opposition McEnery, Penn, Marr et Duncan F. Cage, garantissant la liberté d'arrestation des personnes impliquées en échange de la restauration de l'administration de l'État, le retour des armes de l'arsenal de l'État et la reprise du statut avant le déclenchement de la violence. Le groupe se soumis, insistant sur le fait qu'aucune démonstration de force n'était nécessaire, mais qu'ils considéraient la Louisiane non plus comme un État, mais comme une province sans gouvernement démocratique. Plus tard dans la journée, une rumeur s'est répandue selon laquelle un groupe de 2000 Noirs avait l'intention de capturer la station Treme, mais que la perturbation avait été réprimée. Le 22e régiment d'infanterie reçut l'ordre de se rendre à la Nouvelle-Orléans sous les ordres du général Irvin McDowell ; la frégate Colorado et les canonnières Kansas et Shawmut ont été envoyées de leur station à Key West sous l'amiral James Robert Madison Mullany. Le 21 septembre, la reddition était complète et la force de police temporaire de la ville a été remplacée par les forces régulières.

## Conséquences
Grant ordonna au général Philippe Régis de Trobriand, commandant le 13e régiment, de se rendre dans la ville pour protéger le gouvernement de l'État de la violence. Le 4 janvier 1875, le gouverneur Kellogg demanda son aide pour éjecter de la législature les hommes qui n'avaient pas été certifiés par le conseil de scrutin. Trobriand entra dans la maison d'État avec quelques hommes à la demande du gouverneur et escorta les huit hommes après qu'ils eurent chacun prononcé des discours d'objection. Les démocrates ne sont jamais revenus. Ils mirent en place une réunion législative alternative à l'Odd Fellows, hall de la ville. Ils s'étaient engagés envers leur candidat, Francis T. Nicholls, comme gouverneur pour les deux prochaines années. Pendant la période restante, le candidat au poste de gouverneur républicain, Stephen B. Packard, et les législateurs ne contrôlaient effectivement qu'une petite partie de la Nouvelle-Orléans. Les démocrates blancs à l'extérieur de la ville ont soutenu Nicholls. Trobriand et son régiment restèrent dans la ville jusqu'en janvier 1877, date à laquelle les troupes fédérales furent retirées lors du compromis de 1877.

## Monument de Liberty Place

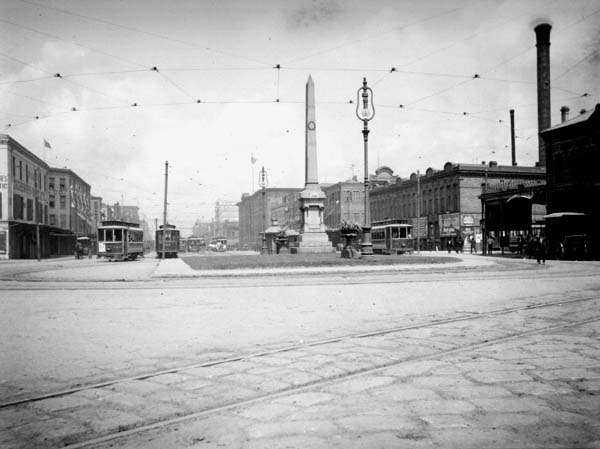
Le monument à son emplacement d'origine sur Canal Street, 1906.

En 1891, la ville érigea le Battle of Liberty Place Monument pour commémorer et louer l'insurrection du point de vue du Parti démocrate, qui à l'époque contrôlait fermement la ville et l'État et était en train de priver la plupart des Noirs de leurs droits. L'obélisque de marbre blanc a été placé à un endroit bien en vue sur Canal Street. En 1932, la ville a ajouté une inscription qui exprimait une vision de la suprématie blanche.
En 1974, la refonte des relations raciales après le mouvement des droits civiques a amené la ville à ajouter un marqueur près du monument expliquant que l'inscription n'exprimait pas la philosophie actuelle. Après que d'importants travaux de construction sur Canal Street en 1989 aient nécessité le retrait temporaire du monument, il a été déplacé vers un endroit moins proéminent et l'inscription a été modifiée pour dire "en l'honneur des Américains des deux côtés du conflit". En juillet 2015, le maire de la Nouvelle-Orléans, Mitch Landrieu, a proposé de supprimer complètement le monument et en décembre 2015, le conseil municipal de la Nouvelle-Orléans a voté pour supprimer le monument, ainsi que trois autres considérés comme une "nuisance" (les statues du général Robert E. Lee, du général PGT Beauregard et le président des États confédérés Jefferson Davis). Le monument a été enlevé le 24 avril 2017 par des ouvriers sous escorte policière, en raison de menaces proférées par des partisans du monument,.